# Crinum binghamii
Crinum binghamii är en amaryllisväxtart som beskrevs av Inger Nordal och Kwembeya. Crinum binghamii ingår i släktet Crinum, och familjen amaryllisväxter. Inga underarter finns listade i Catalogue of Life.